# جنون سرعت: تعقیب شدید (بازی ویدئویی ۲۰۱۰)
جنون سرعت: تعقیب شدید یا جنون سرعت: تعقیب داغ (به انگلیسی: Need for Speed: Hot Pursuit) یا به اختصار NFS:Hot Pursuit، یک بازی ویدئویی در سبک مسابقه‌ای است، که توسط کرایتریون گیمز ساخته شده و در ۱۶ نوامبر، ۲۰۱۰ به‌وسیلهٔ شرکت الکترونیک آرتس برای پلی‌استیشن ۳، مایکروسافت ویندوز، اکس‌باکس ۳۶۰، پلی‌استیشن ۴، اکس‌باکس وان، وی، اندروید، آی‌اواس و وب او اس منتشر شده‌است. مونرو، رئیس بخش بازرگانی شرکت الکترونیک آرتس در مصاحبه‌ای اختصاصی با سرویس خبری اِج اذعان داشت استودیو بازی‌سازی در خلق این عنوان از چندین بازی تیراندازی اول شخص از جمله جوخه‌بی‌انضباط و مجموعه بازی‌های ندای وظیفه، از شرکت اکتیویژن، الهام گرفته‌است.

## گیم پلی
تعقیب شدید بر می‌گردد به ریشه بازی‌های جنون سرعت که تمرکز آن بر روی ماشین‌های سوپر اسپورت و تعقیب و گریز سرعتی_پلیسی است. این بازی به پلیرها اجازه می‌دهد که هم در نقش مسابقه دهنده و هم افسر پلیس ظاهر شوند و برای هر دو حالت امکانات کاملی را در خود دارد.
رابطه بین مسابقه دهنده و پلیس با عنوان "سگ خرگوش را تعقیب می‌کند" خلاصه می‌شود. همان گونه که پلیس‌ها قدرتمندتر می‌شوند مسابقه دهنده‌ها نیز سریعتر می‌شوند. هر قسمت دارای بلوک‌های جاده‌ای و پارازیت راداری است. بر اساس گفته کرایتریون بخش تک‌نفره بازی چیزی بین ۱۲ تا ۱۵ ساعت طول می‌کشد البته بدون تکرار مراحل.
بازی در شهر ساختگی سیکرست اتفاق می‌افتد و از محیطی جهان باز برخوردار است. تعقیب شدید سیستم جدید اجتماعی به نام "Autolog" ارائه می‌دهد که با فیس‌بوک بازی شناخته می‌شود.

## پوند به بیرون
- وبگاه رسمی